# Warpaint
Warpaint – amerykańska żeńska grupa indierockowa z Los Angeles. Tworzą ją: Emily Kokal, Theresa Wayman, Jenny Lee Lindberg i Stella Mozgawa (ostatnia dołączyła do zespołu w 2009). Pierwszy skład (zespół założono w 2004) tworzyli: E. Kokal, T. Wayman, aktorka i modelka Shannyn Sossamon oraz J.L. Lindberg. Potem przejściowo go uzupełniali: David Orlando, Michael Quinn i Josh Klinghoffer (multiinstrumentalista znany z Red Hot Chili Peppers).

## Dyskografia

### Albumy
- 2010: The Fool
- 2014: Warpaint
- 2016: Heads Up

### EP-ki
- 2008: Exquisite Corpse
- 2011: Rough Trade Session
- 2014: Keep It Healthy / Disco//Very Remixes

### Single
- 2010: „Undertow”/„Warpaint”
- 2011: „Shadows”
- 2013: „Crystalised” (Martina Topley-Bird feat. Mark Lanegan i Warpaint), „Love Is to Die”
- 2014: „Keep It Healthy”, „The Chauffeur”
- 2015: „No Way Out”/„I'll Start Believing”